# روابط اسرائیل و یوگسلاوی
روابط اسرائیل و یوگسلاوی روابط تاریخی میان اسرائیل و جمهوری سوسیالیست فدرال یوگسلاوی بود که اکنون تجزیه شده‌است. روابط اولیه مثبت میان دو کشور متعاقباً تحت تأثیر درگیری اعراب و اسرائیل و کشورهای عربی که با یوگسلاوی روابط نزدیکی داشتند، به ویژه روابط یوگسلاوی با مصر قرار گرفت. با وجود لغو روابط رسمی پس از جنگ شش روزه، تبادلات تجاری و فرهنگی در طول دوره جنگ سرد ادامه داشت.

## تاریخ
بین زمانی که جنگ جهانی دوم به پایا رسید و کشور اسرائیل پایه‌گذاری شد، یوگسلاوی اجازه عبور هزاران مهاجر غیرقانونی یهودی به فلسطین را که به عنوان بخشی از مبارزه ضد امپریالیستی تلقی می‌شد، داد. یوگسلاوی یکی از ۱۱ عضو کمیته ویژه سازمان ملل در مورد فلسطین و یکی از سه عضوی بود که به پیشنهاد نهایی با طرف یوگسلاوی برای حمایت از چاره یک‌کشوری رای داد. یوگسلاوی اسرائیل را در ۱۹ مه ۱۹۴۸ به رسمیت شناخت. در سال ۱۹۴۸ فدراسیون جوامع یهودی در یوگسلاوی از مقامات برای ارسال کمک مادی و سازماندهی مهاجرت یهودیان به اسرائیل درخواست و مجوز گرفت. بیش از نیمی از یهودیان یوگسلاوی که از هولوکاست جان سالم به در بردند به اسرائیل مهاجرت کرده‌اند. بر خلاف سایر کشورهای کمونیستی در شرق و جنوب شرقی اروپا، یوگسلاوی اجازه مهاجرت شهروندان یهودی به اسرائیل را داد، اما به آنها اجازه داد که در حالی که دولت املاک و مستغلات دریافت می‌کرد، فقط اموال منقول خود را نگه دارند. برخی منابع ادعا می‌کنند که این مجوز نتیجه تأثیر موشا پیهاده، یکی از عالی‌رتبه‌ترین کارمندان یوگسلاوی است.
روابط رسمی دوجانبه بین دو کشور پس از جنگ ۱۹۶۷ با اسرائیل لغو شد و انتظار می‌رفت که تا زمانی که یوگسلاوی به عنوان رهبر اصلی در جهان سوم و جنبش عدم تعهد باشد، وضعیت روابط همانگونه خواهد ماند. با این وجود، روابط فرهنگی و تجاری بین دو کشور با تبادل نظر برجسته بین دو طرف از جمله بازدید تئاتر هابیما از بلگراد، برقراری پروازهای مستقیم هواپیمای جت ایرویز بین بلگراد و تل آویو، دیدار الازار گرانوت و غیره ادامه یافت. در سال ۱۹۸۵ دیپلمات سابق یوگسلاوی وویمیر شوباییک به گفته "پولیتیکاً اظهار داشت که لغو روابط یک اشتباه بود و این که "مشروعیت اسرائیل مورد پرسش قرار نمی‌گیرد". برخی تصمیمات به برقراری مجدد روابط تا سال ۱۹۸۲ (پس از مرگ رئیس‌جمهور یوسیپ بروز تیتو) را به اولویت شخصی رائف دیزدارویچ، وزیر امور خارجه، که شخصی اصلی در لابی با نفوذ طرفدار عرب در کشور بود، نسبت دادند. در ۹ سپتامبر ۱۹۸۸ سیمچا دینیتز، رئیس آژانس یهودی اسرائیل، اولین نماینده اسرائیل بود که پس از قطع روابط به‌طور رسمی از یوگسلاوی دیدار کرد.